# Hoofdwacht (Groningen)
De Hoofdwacht is de benaming voor twee gebouwen in de Nederlandse stad Groningen, die gedurende de geschiedenis de functie van hoofdwacht vervulden. Tot 1836 was dit een pand op de hoek van de Oude Boteringestraat met het Lopende Diep en vanaf 1841 een pand aan de Grote Markt.

## Pand Oude Boteringestraat

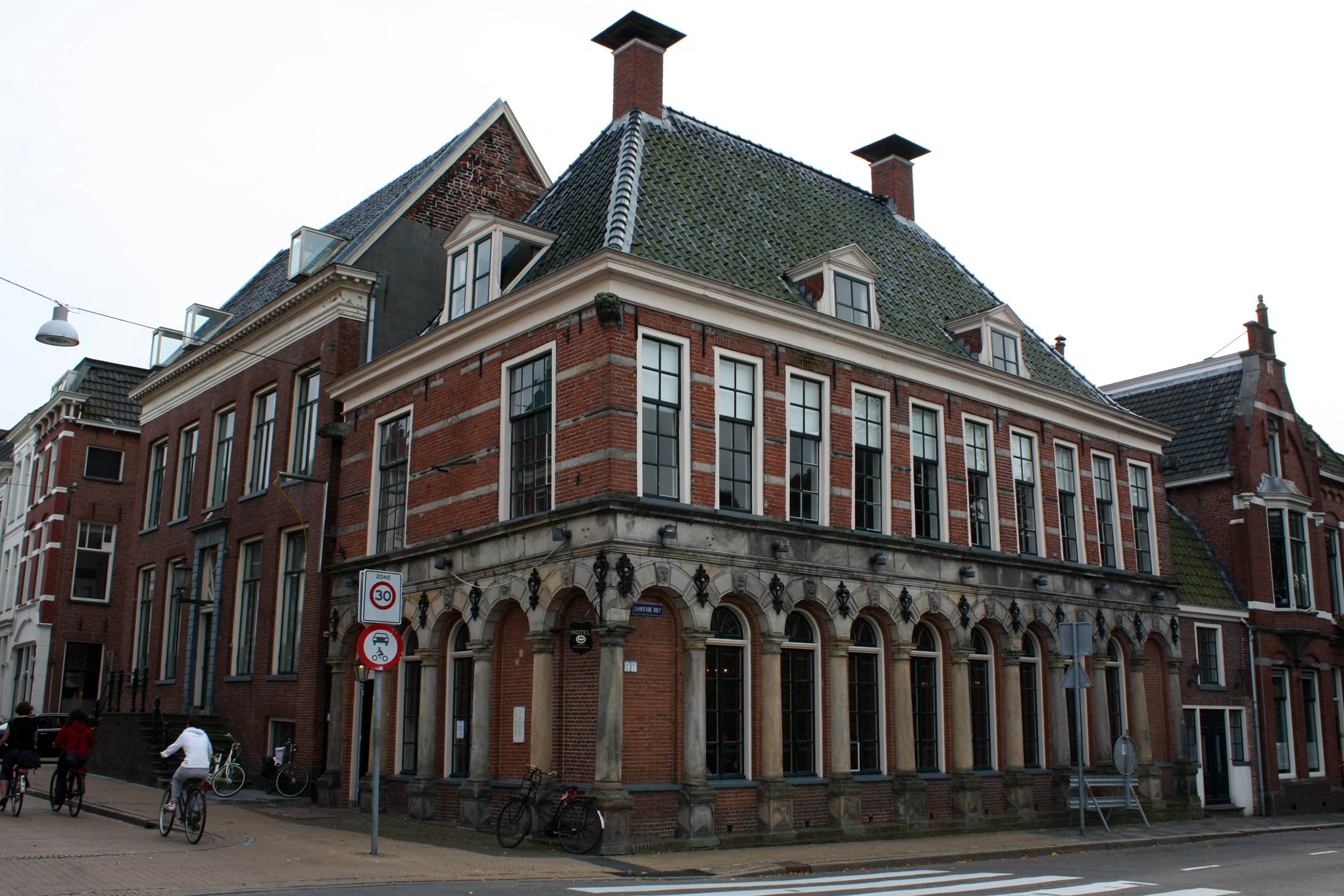
De oude Hoofdwacht, nu hotel 'Corps de Garde'.

In 1624 werd ten behoeve van de nieuwe stadsuitleg aan noordzijde van de oude stad de oude 13e-eeuwse stadsmuur geslecht. In 1633 verzocht majoor Heerdt om op de plek van de gedempte gracht, vlak bij de plek van de oude Boteringepoort bij de Boteringebrug een 'Nije Corps de Guarde' ('Kortegaard', 'Hoofdwacht' of 'Krijgswacht') te mogen bouwen. Het ontwerp was van stadsbouwmeester Johan Isbrants en werd in 1634 of 1635 voor de som van 5780 florijnen gebouwd door provinciaal timmerman Berent Geerts. Het pand bestond uit een wachthuis waar de militairen en stadswachters verbleven die de noordgrens van de stad moesten bewaken. Later werd er ook een gevangenis gevestigd. Voor het pand was een Toscaanse loggia gebouwd van rondbogen met maskersluiting op natuurstenen zuilen. In de 18e eeuw werd de topgevel aan de zijde van de Oude Boteringestraat vervangen door de huidige lijstgevel. Oorspronkelijk had het pand kloostervensters, maar later werden deze vervangen door  bredere tienruits schuiframen. Onder de dakgoot bevinden zich drie waterspuwers. In het souterrain van het aangrenzende pand Oude Boteringestraat 72 zijn in 2006 resten van de oude stadsmuur en de vroegere Boteringepoort blootgelegd.
In 1836 verloor het pand haar functie als hoofdwacht en werd er een verzameling landbouwwerktuigen ondergebracht als onderdeel van een nieuw Landbouwmuseum. Drie jaar later werd de Toscaanse loggia dichtgemetseld, wat het op het eerste opzicht vreemde aanzicht van het huidige pand verklaart. Op de benedenverdieping werd toen het vak 'Landhuishoudkunde' van de faculteit der Wiskunde en Natuurwetenschappen van de Rijksuniversiteit Groningen gevestigd. Met name studenten theologie konden hier als predikant leren hoe ze de boeren konden helpen met hun landbouwkundige kennis. In 1871 verdween dit vak en huisvestte de universiteit er andere functies. In 1877 werd het Landbouwmuseum verplaatst naar Wageningen, waarna er het Mineralogisch-Geologisch kabinet werd gevestigd. In 1903 volgde het Sterrenkundig Laboratorium, in 1914 het Philologisch-Historisch Instituut, van 1934 tot 1944 het Universiteitsmuseum, van 1945 tot 1951 de vrouwelijke studentenvereniging 'Magna Pete' (sinds 1970 onderdeel van Vindicat), vervolgens de Centrale Fotodienst van de universiteit, vanaf 1977(?) een galerie voor avant-gardistische kunst (stichting Corps de Garde), die later werd omgevormd tot het 'Kunsthistorisch Instituut'. In 1989 verkocht de universiteit het vervallen pand aan Joke van Velthoven, die er in 1991 Auberge Corps de Garde vestigde. In 1996 werd ook het pand Oude Boteringestraat 72 er intern bijgetrokken.

## Pand Grote Markt
Het pand aan de Grote Markt werd volgens een gevelsteen reeds in 1509 gebouwd ("Justicia et pax osculate sunt anno 1509") voor de huisvesting van het Nedergericht; een soort kantongerecht dat werd voorgezeten door een burgemeester en drie raadsheren. Nog in dezelfde eeuw werd het gebouw uitgebreid met een wachthuis en een woning aan de noord- en oostzijde. Deze uitbreiding is goed zichtbaar op een aquarel van Jan Ensing uit 1839, waarbij vooral het verschil tussen de nieuwe vensters en de oude spaarboogvensters in het oog springt. In 1647 verhuisde het Nedergericht naar het raadshuis en werden de kamers op de begane grond ingericht als wachtlokalen voor soldaten van het garnizoen en voor leden van de burgerwacht. Op de bovenverdieping sprak de ambtman van het Gericht van Selwerd nog tot 1803 zijn vonnissen uit.
In 1841 nam het Ministerie van Oorlog het gebouw over en nam het de functie van Hoofdwacht over van het pand aan de Oude Boteringestraat. Het ministerie sloopte alle ornamenten eraf en verwaarloosde het pand. Tussen 1898 en 1899 werd het pand zoals de Groningse rijksarchivaris Johan Adriaan Feith stelt in de Groningsche Volksalmanak van 1900 'hersteld en verjongd' onder leiding van de architecten Jacobus van Lokhorst en Jan Vrijman. Hierbij werden ook de kenmerkende luikjes teruggeplaatst bij de ramen. De 17e-eeuwse uitbreidingen en de loggia werden gesloopt om weer de uitstraling van 1509 te herkrijgen naar de geldende restauratie-ethiek van die tijd. De benedenverdieping werd gereserveerd voor de militaire hoofdwacht en de bovenverdieping voor de garnizoenscommandant en de provinciale adjudant, waar zo nodig ook arrestanten konden worden ondergebracht. Overigens was kort daarvoor in 1895 al de Rabenhauptkazerne gereedgekomen aan de Hereweg gereedgekomen. Bij de bevrijding van Groningen verschansten de Duitse troepen zich aan noordzijde van de Grote Markt, waardoor op 13 april 1945 ook de Hoofdwacht werd getroffen door Canadees vuur.
Na de oorlog werd de ruïne inzet van een steekspel tussen stad en ministerie. Terwijl de overige ruïnes rondom al snel werden gesloopt, mocht de gemeente niet aan de Hoofdwacht komen, omdat die op rijksgrond stond. Architect Marinus Jan Granpré Molière stelde voor om het gebouw in het kader van zijn wederopbouwplan te verlengen in noordelijke richting en er het VVV-kantoor onder te brengen. De Rijkscommissie voor de Monumentenzorg wilde echter geen verlenging en in juni 1949 stelde luitenant-kolonel T.C.J. Meeues dat het ministerie voornemens was om elk moment te beginnen om het gebouw te restaureren en in te richten als bureau voor de garnizoenscommandant. Er gebeurde echter niets. Nadat in 1951 het ministerie nogmaals bevestigde 'onmiddellijke behoefte' te hebben aan het gebouw, kwamen de opvolgers van Granpré Molière met een nieuw plan: Architecten H.W. Van Boven, Ad van der Steur en Willem van Tijen stelden dat jaar dat het gebouw maar gesloopt moest worden. Het vormde maar een sta in de weg voor het toenemende verkeer op de Grote Markt. De raad van Groningen besloot in 1954 het gebouw te laten herbouwen ten noorden van de Martinitoren. Minister Jo Cals ging hier in 1955 mee akkoord, maar het Ministerie van Oorlog weigerde om hiervoor geld ter beschikking te stellen. Daarop werd het gebouw na negen jaar in juni 1956 alsnog gesloopt. De stenen werden afgevoerd om te kunnen worden hergebruikt voor andere historische gebouwen. Veel stenen werden door architect Rienk Offringa gebruikt voor een of meerdere aanbouwen aan de toren van de Bovenkerk in Kampen. De Grote Markt was door de sloop wat groter geworden en het verkeer werd niet langer gehinderd door de ruïne.
Bij het 'Olde Rechthuis' stond een kaak, die voor het eerst genoemd wordt in 1577. Rond 1630 werd een nieuwe kaak gebouwd, tien meter verderop. In 1795 werd de kaak gesloopt. De oude kaak, die rond 1630 buiten werking was gesteld, werd pas in 1841 gesloopt bij de verbouwing van het gebouw tot Hoofdwacht.
In 1915 bouwde de Zuidhorner architect Klaas Siekman een vrijwel getrouwe kopie van de (in 1899 gerestaureerde) Hoofdwacht als gemeentehuis voor Zuidhorn.

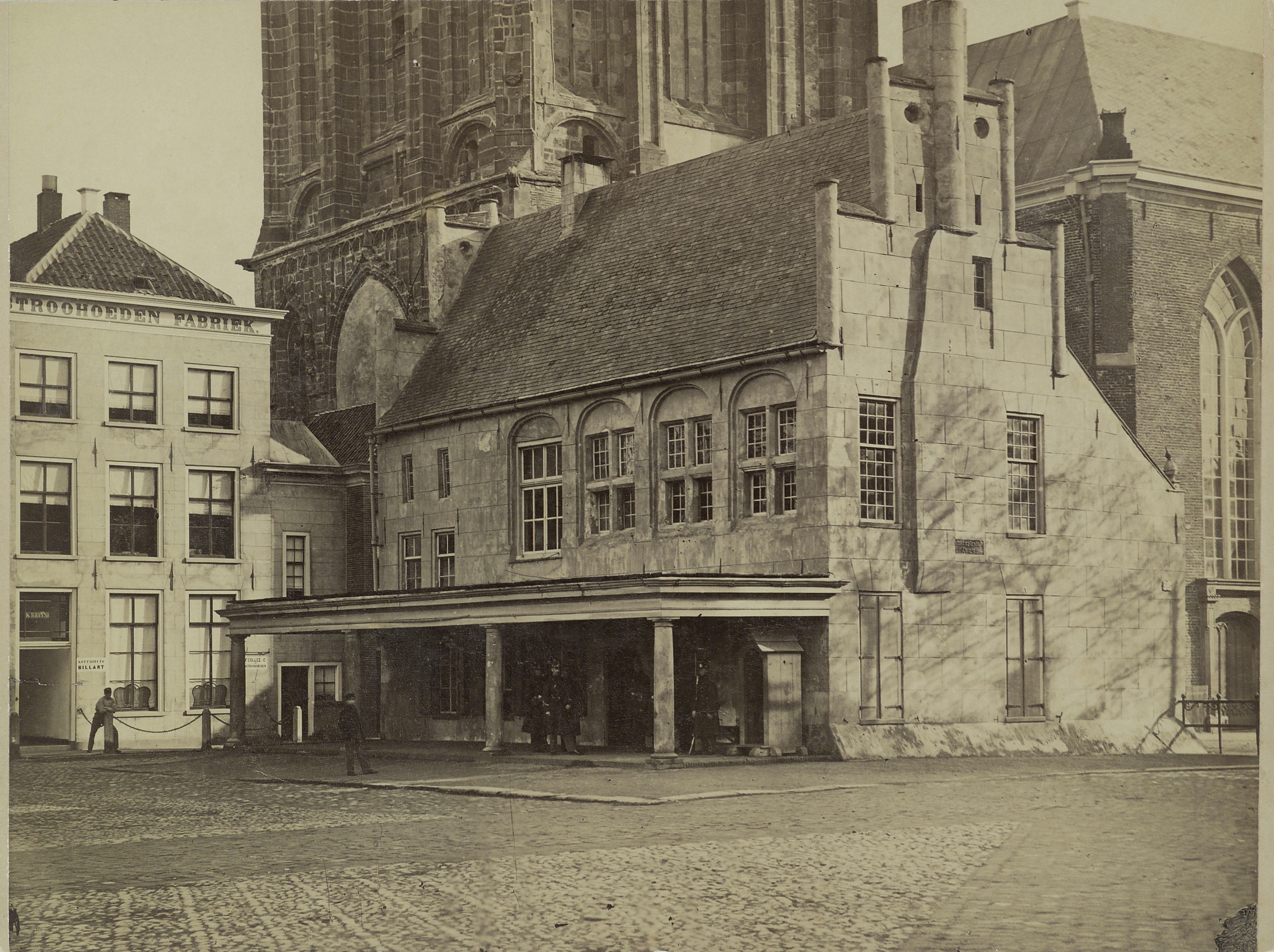
De Hoofwacht vóór de restauratie van 1898-99 met soldaten onder de uitbouw (1874)
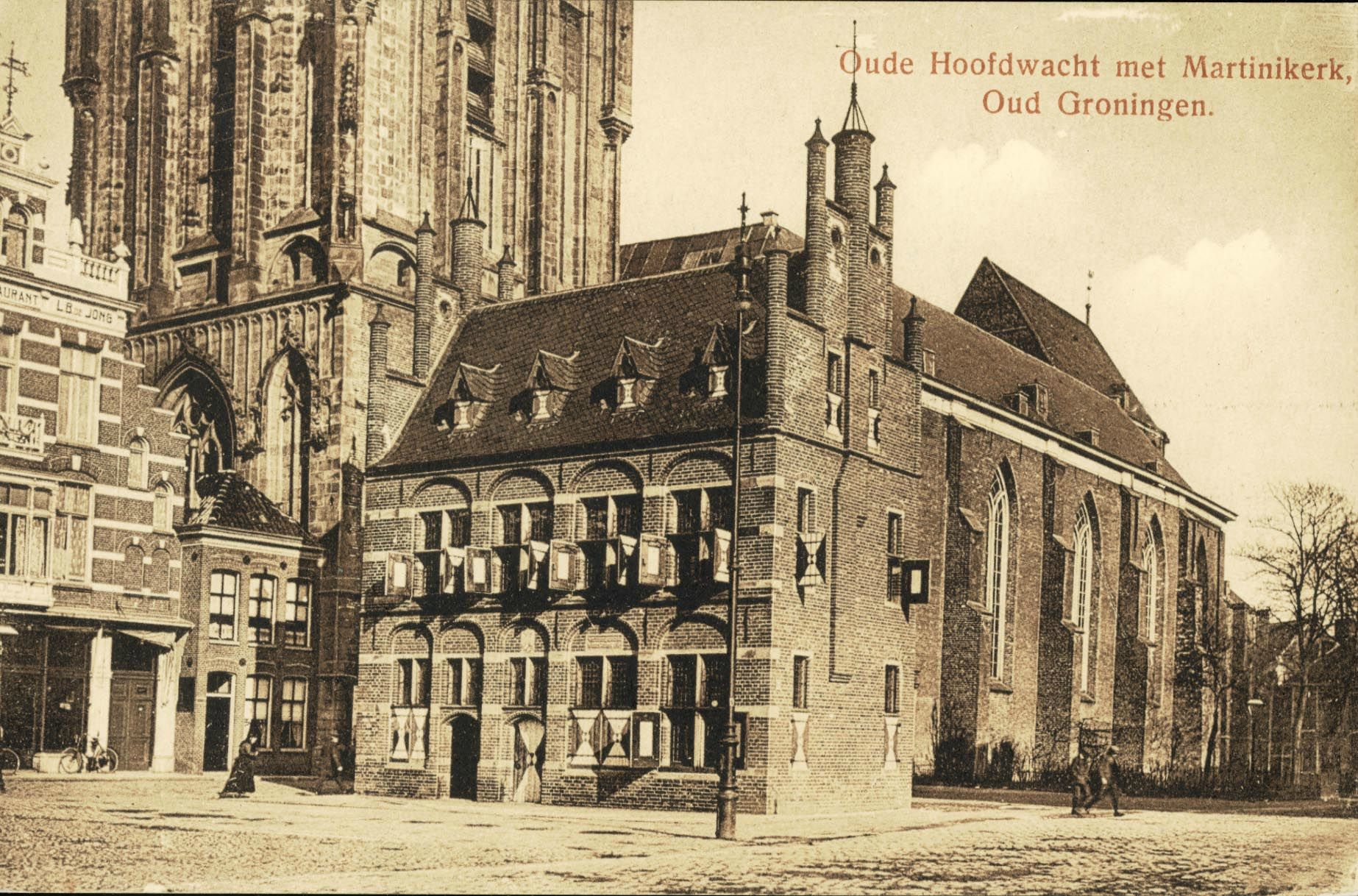
De Hoofdwacht na de restauratie
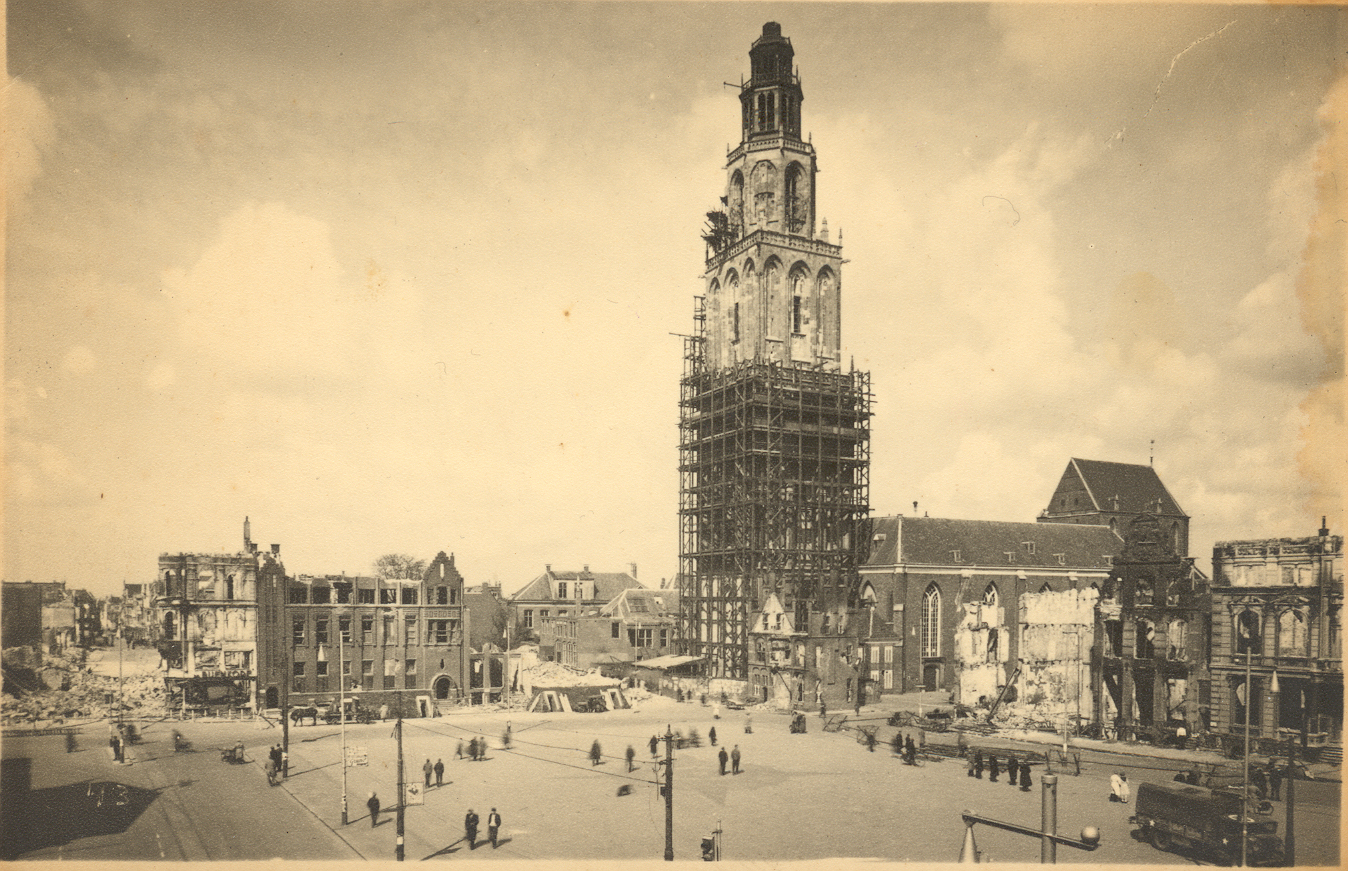
De Grote Markt na de bevrijding met voor de Martinitoren de ruïne van de Hoofdwacht
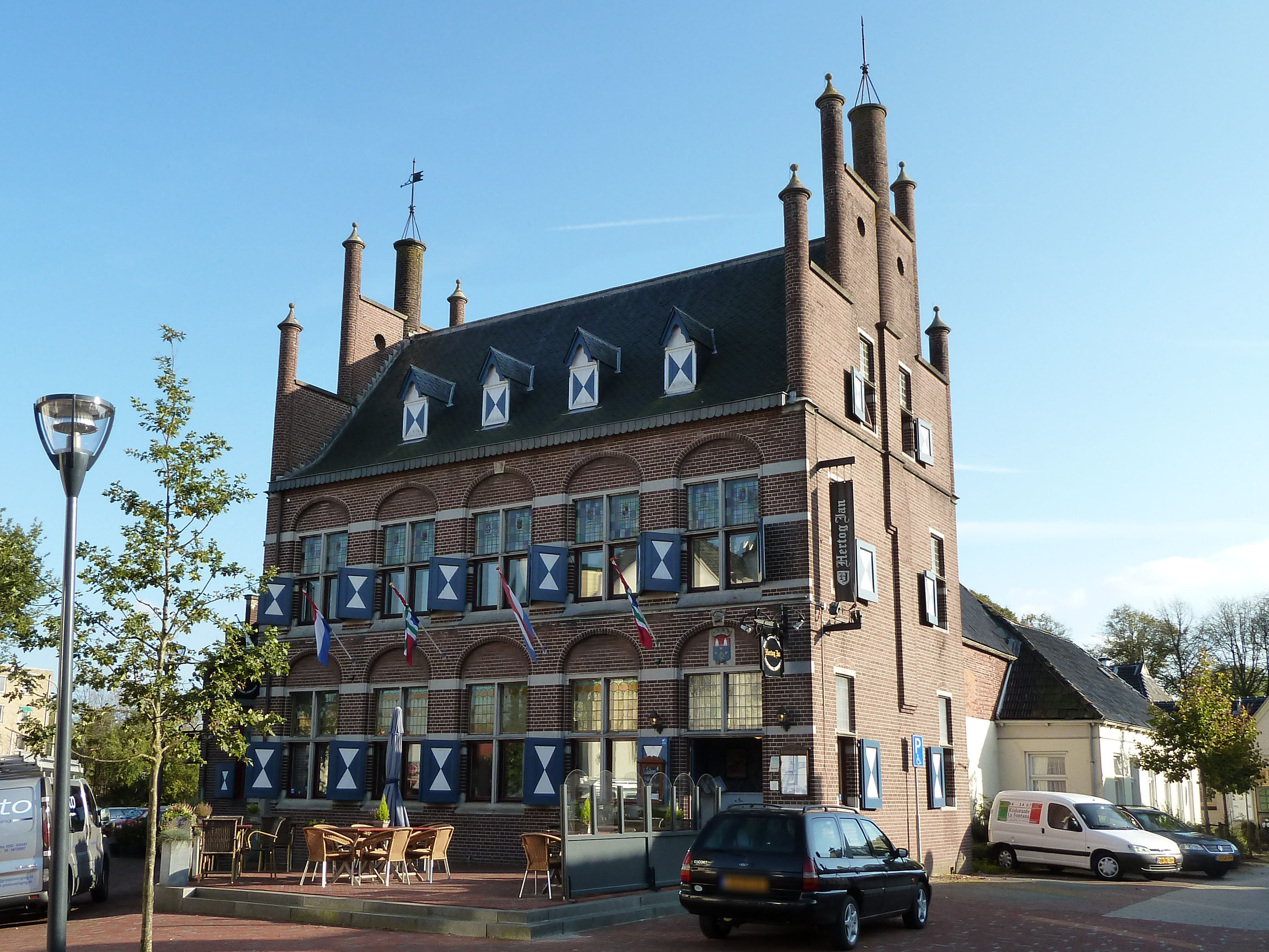
Het nog bestaande voormalige gemeentehuis van Zuidhorn
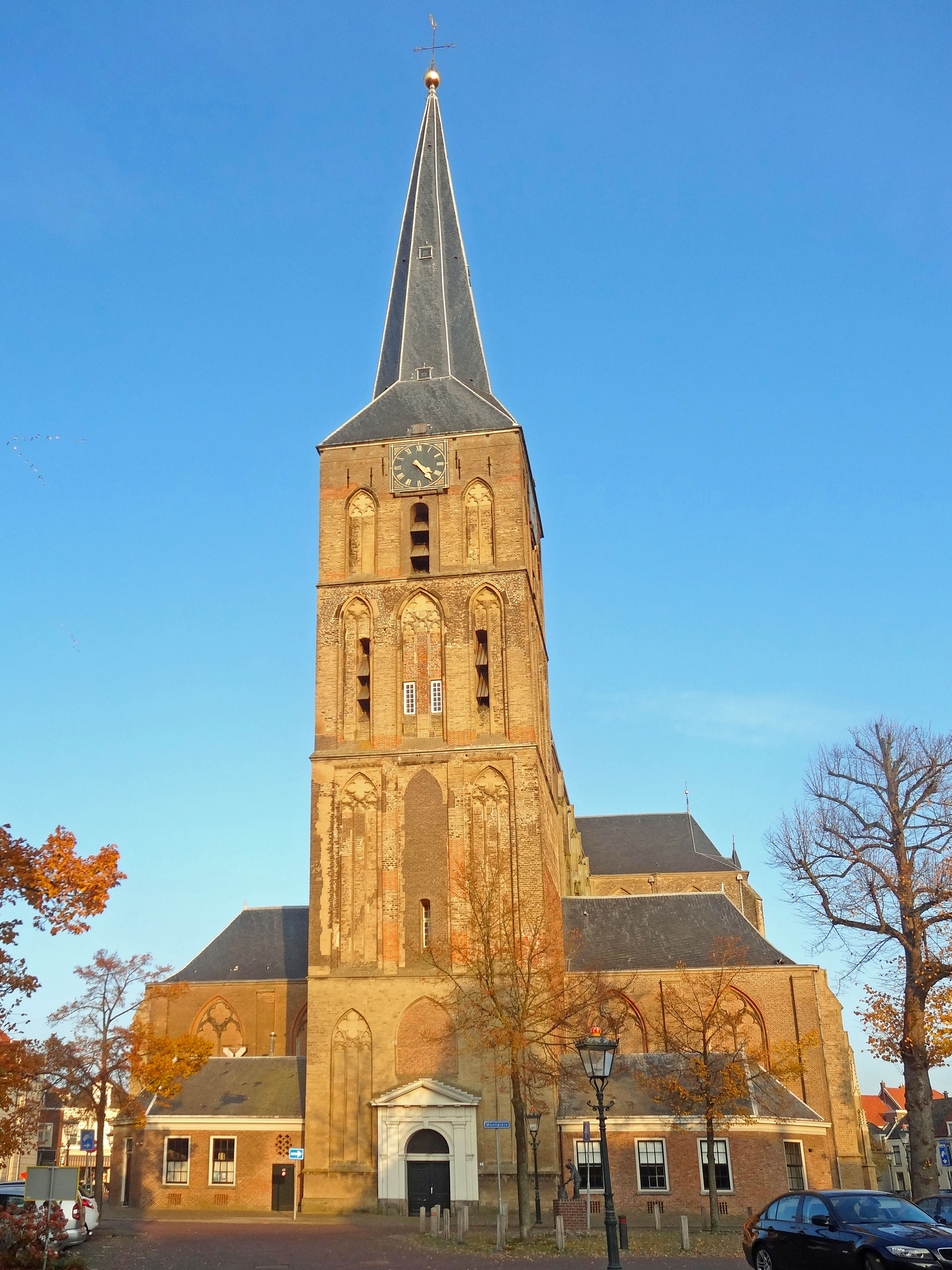
De Bovenkerk in Kampen. Beide lage aanbouwen aan weerszijden werden herbouwd bij de restauratie van de kerk en bevatten vermoedelijk stenen van de Hoofdwacht.